# Frank Perry
Frank J. Perry, Jr. (født 21. august 1930, død 29. august 1995) var en amerikansk teater- og filminstruktør, producer og manuskriptforfatter. Hans instruktør-debut, David and Lisa fra 1962, gav ham en Oscar-nominering for bedste instruktør.
Filmen blev skrevet af Perrys første kone, Eleanor Perry. De skulle vise sig at arbejde sammen om yderligere fem fremtidige film, før de blev skilt i 1971. Hans senere film inkluderer Joan Crawford-biodramet Mommie Dearest og dokumentaren On The Bridge, om hans kamp mod prostatakræft.
Perry var onkel til sangerinden Katy Perrys moder.